# Eric Young (wrestler)
Eric Young, pseudonimo di Jeremy Fritz (Florence, 15 dicembre 1979), è un wrestler canadese sotto contratto con la Total Nonstop Action Wrestling.
È stato allenato a fine anni novanta da Chris Kanyon, Waldo Von Erich e Scott D'Amore; con quest'ultimo ha lavorato insieme in TNA nella stable nota come Team Canada. Tra il 2016 e il 2020 ha militato nella WWE, ma successivamente è tornato in TNA.
Young ha militato nel circuito indipendente, dove ha fatto incetta di titoli, dal 1998 al 2004, alternando alcune apparizioni negli show secondari della WWE come jobber. Nella TNA, Old ha vinto due volte il TNA World Heavyweight/Impact World Championship, due volte il NWA World Tag Team Championship con Bobby Roode, quando era membro del Team Canada, e due TNA X Division Championship, di cui solo il primo è riconosciuto dalla TNA. Ha formato per breve tempo un team con Curry Man e Shark Boy. Successivamente è diventato il leader della World Elite, una stable heel. A Bound for Glory 2009 ha conquistato il TNA Legends Championship battendo Kevin Nash. Nel 2010 è entrato a far parte della Band, con Kevin Nash e Scott Hall.

## Carriera

### Circuito indipendente (1998–2004)
Dopo essersi diplomato alla scuola superiore, Fritz inizia subito ad allenarsi a Cambridge, in Ontario, presso la scuola di Waldo Von Erich, debuttando il 14 ottobre 1998 a Benton Harbor, in Michigan, sfidando l'amico Sean Ball. Dopo essersi ulteriormente allenato presso Kanyon e Scott D'Amore, viene promosso anch'egli allenatore. Young compete poi nei vari circuiti indipendenti, facendo anche vari altri lavori. In Ontario, apre una sua scuola, la Wrestleplex training, dove hanno studiato molti lottatori poi divenuti noti come Jake O'Reilly ad esempio. In questi periodi, appare anche in WWE, a Velocity, facendo squadra con Robert Roode, perdendo contro Chuck Palumbo e Johnny Stamboli. Dopo essersi presentato come "Showtime" Eric Young, viene sconfitto anche da Sean O'Haire. A Heat, perde contro Val Venis.

### Total Nonstop Action Wrestling (2004–2016)

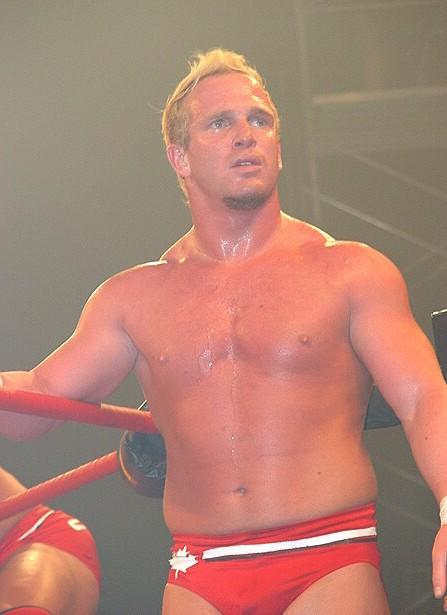
Eric Young nel 2006

Nel gennaio 2004, Young appare come jobber nella Total Nonstop Action Wrestling. Dopo aver siglato un contratto, il 5 maggio fa il suo debutto come membro del Team Canada, partecipando alla World X Cup, battendo Jerry Lynn, Mr. Águila e Taichi Ishikari in un Ladder Match. Durante il 2004, il Team Canada ha una rivalità con i 3Live Kru. Il 15 ottobre 2004, ad Impact, Young e Robert Roode sconfiggono Christopher Daniels e James Storm, conquistando gli NWA World Tag Team Championship. Il 7 novembre, perdono però i titoli contro B.G. James e Konnan. A Turning Point, il 5 dicembre, sconfiggono James e Ron Killings dei 3Live Kru, riconquistando le cinture.
Ormai in coppia stabile con Roode, iniziano una rivalità con James Storm e Chris Harris, gli America's Most Wanted, perdendo contro di essi i titoli a Final Resolution il 16 gennaio. Young continua a far parte del Team Canada, ma trova un nuovo partner in Petey Williams, ma il 24 aprile 2005, non riescono a conquistare le cinture di coppia NWA, pur provandoci sia a Hard Justice, che a Slammiversary contro i Naturals.
Il Team Canada inizia poi una rivalità con Lance Hoyt e a No Surrender, il Team Canada batte i Naturals e Hoyt in un 6-man Tag Team Match. Gli America's Most Wanted formano così un'alleanza con i Naturals, andando a sfidare Roode, Williams, Young e A-1 a Sacrifice, perdendo. Con Williams lanciato in una carriera da singolo, Young inizia a far coppia con A-1. A Unbreakble, prendono parte al Fatal 4-Way Elimination Match per i titoli di coppia contro Storm e Harris, Alex Shelley e Johnny Candido e i Naturals. Young schiena Candido e Harris, eliminando ben due team, ma A-1 viene schienato da Chase Stevens, non riuscendo così a conquistare i titoli. A Bound for Glory, il 23 ottobre, Young, Roode e A-1 sconfiggono i 3Live Kru. La stessa sera provano ad attaccare Konnan, ma questo viene salvato da Kip James, mentre il Team Canada salva Rhino dall'assalto della stable di Jeff Jarrett. A Genesis, ha luogo il rematch di Bound for Glory, dove il Team Canada esce sconfitto. A Turning Point, la rivalità con i 3Live Kru finisce quando Young, Williams, Roode e A-1 sconfiggono i Kru e Kip James, dopo il tradimento di Konnan nei confronti degli avversari.
Dopo il debutto della TNA su Spike TV nell'ottobre 2005, Young adotta la nuova gimmick di un uomo paranoico e pauroso. Il suo debutto avviene il 15 ottobre 2005, durante un funerale (come previsto dalla Kayfabe) dedicato al Team 3D. La presenza di un fantomatico fantasma, inizia a spaventare Young, che si spaventa anche all'entrata pirotecnica del Team Canada, del quale egli stesso faceva ancora parte. Due settimane dopo che Sting e Christian Cage avevano sconfitto Jeff Jarrett e Monty Brown a Final Resolution, il primo annuncia il suo ritiro. Young, non credendo alla cosa, viene sfidato comunque da Sting il 13 aprile ad Impact, perdendo l'incontro. Durante l'incontro cerca in ogni modo di approfittare di aiuti esterni, sia del Team Canada sia di Jeff Jarrett.
Quando Jim Cornette diventa capo del management della TNA, dice che qualcuno sarebbe stato licenziato e Young inizia ad aver paura di poter essere lui. Young inizia così ad entrare dal pubblico, cantando cori insieme alle persone presenti all'arena come "Don't fire Young" ("Non licenziate Young"), cercando di convincere Cornette a non licenziarlo. Quest'ultimo annuncia però la fine del Team Canada, ma ad essere licenziato fu Earl Hebner. Il 14 luglio, il Team Canada, perde un "All or Nothing" Match perdendo l'opportunità di rimanere uniti. Così, la stable si scioglie.
A Victory Road, il Team Canada si riunisce per l'ultima volta nel ring. Scott D'Amore, passando per l'ultima volta in rassegna i vari membri, accusa Young di essere stato infedele e lo priva di tutti gli accessori della stable, dicendo che avrebbe sperato fosse lui ad essere licenziato invece che Hebner. Young continua così la sua campagna anti-licenziamento, essendo paranoico e creando anche la maglietta "Don't Fire Eric" ("Non licenziate Eric"). Dopo essere stato colpito con una mazza da golf da Larry Zbyszko in un "Loser gets Fired Match", viene licenziato. A Bound for Glory, tenta di riguadagnarsi il lavoro e ci riesce sconfiggendo Zbyszko. A Genesis, ritorna alla vittoria sconfiggendo Robert Roode. Da qui parte una rivalità molto lunga fra i due.
Young viene poi sfidato da Mr. Brooks, l'assistita di Roode, ad un Bikini Contest il 10 dicembre 2006 a Turning Point, dove Eric vince vestendosi da Spongebob. Brooks tenta poi di far entrare Young nella "Robert Roode Inc." e ci riesce a Against All Odds, dove viene firmato il contratto. Ogni settimana, verrà poi umiliato da Roode, venendo costretto a pulire i bagni e ad interferire nei match in favore del suo rivale. Young era costretto a fare tutto ciò perché Roode aveva il controllo sul suo contratto di lavoro con la TNA e, se fosse stato licenziato dalla Roode Inc., sarebbe stato fuori anche dalla federazione. Tuttavia, inizierà a ribellarsi grazie all'aiuto di un amico che il 26 aprile 2007, si scopre essere Jeff Jarrett. A Slammiversary, sconfigge Roode liberandosi dal contratto con la Roode Inc. mentre a Victory Road, insieme a Gail Kim, sconfigge Roode e Ms. Brooks. A Hard Justice, Young e Roode si danno battaglia in un "Humiliation Match" vinto dal secondo. Dopo il match, Gail Kim accorre per aiutare Young e Roode, nel tentativo di colpirla, colpisce invece Mr. Brooks, abbandonandola nel ring.
Quando Pacman Jones approda in TNA, Young cerca in ogni modo di ottenere un autografo, ma finisce per essere preso in giro da Jones e Ron Killings. Così, Eric inizia a far coppia con Shark Boy, arrivando vicini a diventare primi sfidanti ai titoli di coppia. Combatte poi contro il debuttante Judas Mesias. Il 4 ottobre, sfida James Storm in un Gauntlet Match, battendolo. A Bound for Glory, Young vince la 15-man Fight for the Right Battle Royal schienando Robert Roode al primo roung, ma perdendo contro James Storm nel secondo. Con Storm, inizia una rivalità per il World Drinking Beer Championship, un titolo non riconosciuto che Young riesce a vincere. A Turning Point, difende il titolo in una gara di birre bevute in sessanta secondi.
A Impact il 28 febbraio, Young perde il Beer Drinking Championship in un Ladder Match contro James Storm. Ha poi una breve rivalità con Rellik, contro il quale perde ad Impact, mentre a Destination X, Young fa coppia con Kaz, battendo Rellik e Black Reign. Al PPV, debutta come Super Eric, suo alter ego supereroe. A TNA Lockdown, lui e Kaz vincono il Cuffed in a Cage Match, diventando primi sfidanti ai titoli di coppia, e il 17 aprile ad Impact, riescono a vincerli, salvo esserne privati subito dopo quando Young non ammette di essere in realtà Super Eric. Il 1º maggio, fa coppia con A.J. Styles, vincendo contro la Rock 'n Rave Connection. A Sacrifice, Eric e Styles partecipano al Deuces Wild Tournament per decretare i nuovi campioni di coppia, ma perdono contro coloro che andranno a vincere, ovvero i Latin American Xchange, Homicide e Hernandez.
Il 30 ottobre, ad Impact, Styles e Samoa Joe creano la Frontline, fazione Face opposta ai Main Event Mafia. Young entra nei Frontline insieme a Jay Lethal, Consequences Creed, O.D.B. e i Motor City Machine Guns. Il suo personaggio si evolve, diventando più deciso. Il 13 novembre, Young sconfigge Sheik Abdul Bashir, conquistando il TNA X Division Championship. La settimana seguente viene però privato del titolo a causa delle interferenze di Shane Sewell nel match della settimana precedente e il titolo viene restituito a Bashir. Così, sfida Booker T per il TNA Global Championship, ma perde a causa delle interferenze di Sharmell. A Final Resolution, Sewell aiuta ancora Young a sconfiggere Bashir per l'X Division Title. Così, viene ancora privato del titolo da Jim Cornette, che lo mette in palio in un torneo. Young sconfigge Bashir al primo turno, ma perde contro Alex Shelley al secondo, anche a causa delle interferenze di Chris Sabin.
Il 20 marzo 2009, appare nello show radiofonico di Danny Bonaduce a Filadelfia, dove i due si sfidano per Lockdown. Al PPV, Young sconfigge Bonaduce, che però attacca Eric dopo l'incontro. In suo aiuto arriva Rhino che colpisce Bonaduce con la sua mossa finale.
Young inizia a mostrare segni di frustrazione dopo aver perso varie volte contro Sting e Jeff Jarrett. Il 28 maggio, Young effettua il suo primo Turn Heel, attaccando Jarrett che lo aveva appena sconfitto in un King of the Mountain match di qualificazione. La settimana seguente, ha un confronto con Jarrett, che finisce in una rissa. A Slammiversary, abbandona Rhino durante il loro match di coppia con i British Invasion. Inizia quindi una rivalità con Rhino, che riesce a battere grazie all'aiuto involontario di Jesse Neal. Viene poi scelto da Kurt Angle come arbitro speciale del Triple Treath match fra Angle, Jarrett e Mick Foley. Nel match, tutti gli schienamenti di Jarrett vengono contati molto lentamente mentre Angle vince, sottomettendo Foley anche se questi non aveva ceduto. Dopo il match, Young viene messo KO da Jarrett.
Il 23 luglio 2009, ad Impact, Young chiede scusa a Jarrett ed augura buona fortuna a Foley nel suo match contro Angle. Si unisce poi al Team Foley composto da AJ Styles, Christopher Daniels, Robert Roode e James Storm, sfidando il Team British Invasion di Doug Williams, Brutus Magnus, Sheik Abdul Bashir e Kiyoshi. Nel match però, colpisce il compagno Styles con uno Spike Piledriver. Young diventa quindi capo di una fazione chiamata World Elite, rappresentante i vari paesi del mondo. Lui rappresentava il Canada, Bashir l'Iran, Kiyoshi il Giappone e i British Invasion la Gran Bretagna. La settimana seguente, aiuta Williams e Magnus a vincere gli IWGP Tag Team Championship contro il Team 3D. Il 6 agosto, viene rivelato che i World Elite e Main Event Mafia di Angle si uniranno in un'unica grande fazione Heel. La stessa sera, si presenta con un nuovo look dai capelli rasati, con il quale sconfigge Christopher Daniels. Il 10 settembre, la World Elite aggiunge Homicide, rappresentante Porto Rico ai suoi ranghi. Il 1º ottobre, l'alleanza fra Elite e Main Event Mafia si conclude in una rissa. A Bound for Glory, sconfigge Kevin Nash e Hernandez in un match a tre, conquistando il TNA Television Championship. Il 29 ottobre, difende il titolo per squalifica contro Bobby Lashley. Il 19 ottobre, anche Nash si unisce alla Elite. Perde il titolo il 27 gennaio 2010 in un house show a Cardiff, in Galles, contro Rob Terry. Di lì a poco la stable si scioglie, anche se Young e Nash lotteranno in coppia ad Impact il 21 gennaio, perdendo contro i Nasty Boys.
L'11 febbraio, ad Impact, Young effettua un Turn Face aiutando Nash dopo che quest'ultimo era stato attaccato da Scott Hall e Syxx-Pac e l'8 marzo, Young batte quest'ultimo in un match. A Destination X, Young e Nash sfidano Pac e Hall, dove Nash tradisce Young e si allea con la Band, dandogli un contratto con la compagnia. Il 29 marzo, Nash offre anche a Young un posto nella stable, dicendo di non aver particolari problemi con il canadese, ma ciò che era successo a Destination X era solo una questione di business. Young rifiuta l'offerta, battendo la Band nel main event la stessa sera insieme a Rob Van Dam e Jeff Hardy in un 6-man Steel Cage Match. Tuttavia, a Lockdown, Nash batte Young in uno Steel Cage Match. Il 3 maggio, Eric effettua un Turn Heel contro il Team 3D, unendosi alla Band. La settimana seguente, Nash incassa il suo "Feast or Fired" match battendo insieme ad Hall, il solo Matt Morgan per i TNA World Tag Team Championship. Con la Freebird Rule, anche Young viene nominato campione. Nell'edizione di Impact del 17 giugno, la Band viene privata dei titoli a causa dei problemi giudiziari di Hall. Il giorno dopo, quest'ultimo viene anche svincolato dalla compagnia. Il 24 giugno, la Band si scioglie con Nash che non voleva che i problemi di Hall, ricadessero sulla carriera di Young.
Il 12 luglio 2010, a Xplosion, Young fa il suo ritorno tornando a combattere in singolo, perdendo contro Suicide. Due settimane dopo, cambia gimmick in una persona mentalmente instabile, effettuando un turn face, iniziando ad apparire con dei manichini, facendo coppia con Orlando Jordan, ma facendo perdere il suo team contro Jesse Neal e Shannon Moore, gettando nel ring un manichino al quale egli aveva dato il Tag. La settimana seguente, costa a Jordan il suo match contro D'Angelo Dinero. Tuttavia, continuerà ad apparire insieme a Jordan, battendo il 7 ottobre ad Impact, sconfiggendo Neal e Moore. A Bound for Glory, avviene il rematch, che viene vinto da Neal e Moore dopo una distrazione causata dallo stesso Young. Il 4 novembre, Jordan e Young appaiono in un segmento dove cercano di farsi curare da uno specialista. Il 12 novembre, Fritz firma un nuovo contratto con la federazione e torna a fare coppia con Jordan, battendo i Generation Me. Durante il match, Young si presenta con la vecchia cintura del TNA World Heavyweight Championship caduta in disuso quando era nelle mani degli Immortals, proclamandosi il nuovo World Champion. Il 17 aprile, a Lockdown, Jordan e Young non riescono a vincere i TNA World Tag Team Championship in un Fatal 4-Way Steel Cage Match vinto da Jesse Neal e Shannon Moore.
Il 12 maggio, prende parte ad una Number One Contender Battle Royal per il titolo del mondo. Dopo aver eliminato il Television Champion Gunner, Young salta fuori dal ring e lascia l'arena con la cintura. Il 26 maggio, conquista il TNA Television Championship battendo Gunner. A Destination X, insieme a Shark Boy, sconfigge i Generation Me. Come nuovo campione Televisivo, Young inizia una storyline secondo la quale voleva difendere il titolo solo contro le star del cinema, sfidando alcune stelle di American Gladiators e difendendo la cintura contro Jason Hervey, un membro del cast di "The Wonder Years" e contro Scott DiBaio, che riesce a schienare il 25 agosto ad Impact. L'8 settembre, sconfigge il lottatore Robbie E., difendendo il titolo. Il 1º novembre, diventa il campione Televisivo con il regno più lungo, battendo quello di Rob Terry. A Turning Point, viene sconfitto da Robbie E. perdendo il titolo. A Final Resolution, non riesce a riconquistare il titolo.
Il 22 dicembre, a Impact, fa coppia con O.D.B., nel Wild Card Tournament sconfiggendo Anarquia e Shannon Moore. La settimana dopo i due vengono eliminati da Magnus e Samoa Joe. I due continueranno a fare coppia iniziando una rivalità con Winter e Angelina Love, battendoli il 26 gennaio in un match di coppia. L'8 marzo sfidano Gail Kim e Madison Rayne per i TNA Knockouts Tag Team Championship, vincendo il match, e Young diventa il primo ad aver detenuto tutte le cinture di coppia della federazione. Dopo il match, O.D.B. accetta di sposare Young. Due settimane dopo, sconfiggono Sarita e Rosita in uno Steel Cage Match rimanendo campioni. A Sacrifice, il 13 maggio, perde contro Crimson un match singolo. Dopo una pausa per partecipare ad American Planets, Young ritorna a Turning Point, battendo Tara e Jesse con O.D.B. mantenendo le corone. La sera dopo ad Impact, viene sconfitto da Jesse in un match. Successivamente, vince un match a tre che includeva Jesse e Robbie E. Dopo il match, Young e ODB vengono attaccati dagli Aces & Eights, infortunando alla cuffia rotatoria Young.
Il 28 febbraio 2013, Young ritorna ad Impact, come ultimo membro del Team Sting nel Lethal Lockdown Match contro gli Aces & Eights.
Nel giugno 2013 vengono ritirati i TNA Knockouts Tag Team Championship, facendo finire il regno di Young e O.D.B. a 478 giorni.
Nel settembre 2013 Eric Young comincia a fare team con Joseph Park. Nei mesi successivi Young tenta di convincere Park che lui e Abyss sono la stessa persona. Ciò viene finalmente rivelato durante un Monster's Ball match tra Young e Abyss quando Eric riesce a togliergli la maschera dimostrando così che Joseph Park e Abyss sono la stessa persona. Successivamente Abyss passerà tra le file degli heel alleandosi con il TNA World Heavyweight Champion Magnus.
Il 10 aprile Young ha vinto una battle royal per decretare il number one contender al TNA World Heavyweight Championship e nella stessa sera ha sconfitto il campione Magnus conquistando per la prima volta nella sua carriera il titolo massimo della TNA. Con questa vittoria, Young è diventato il settimo Triple Crown Champion e il quarto Grand Slam Champion in TNA. La settimana seguente, ha difeso con successo il titolo sconfiggendo Abyss in un Monsterball match. A Sacrifice, ha sconfitto Magnus nel loro rematch valido per il TNA World Heavyweight Championship.
Il 19 giugno ha perso il TNA World Heavyweight Championship contro Bobby Lashley dopo aver effettuato la Spike piledriver ai danni di Lashley e l'arbitro effettuava il conteggio, l'arbitro è stato tirato fuori dal ring da Kenny King, e ha subito la spear da parte di Lashley perdendo il titolo. La settimana successiva nel rematch ha perso nuovamente contro di Lashley. Il 7 gennaio 2015 nella puntata di Impact , cercando di salvare Bobby Roode da un attacco da parte di Samoa Joe, Low Ki, MVP e Kenny King, ha invece colpito Roode con la sedia.
Il 20 marzo 2016 rescinde il suo contratto con la TNA, lasciando così la compagnia di Orlando dopo 12 anni di permanenza.

### WWE (2016–2020)
Il 28 aprile 2016 debuttò a sorpresa in WWE, nel territorio di sviluppo di NXT, lanciando una sfida all'NXT Champion Samoa Joe, venendo da lui sconfitto il 4 maggio. Dopo una serie di criptiche vignette, il 4 ottobre 2016 i SAnitY (la nuova stable di Young) annunciarono che avrebbero preso parte alla seconda edizione del torneo Dusty Rhodes Tag Team Classic, senza però annunciare i membri della stable. Il gruppo fece il suo debutto il 12 ottobre a NXT dove Alexander Wolfe e Sawyer Fulton sconfissero Bobby Roode e Tye Dillinger negli ottavi di finale del torneo; nel post match Young e Nikki Cross si rivelarono come membri della stable e attaccarono Dillinger. Nella puntata di NXT del 30 novembre Fulton venne cacciato dalla stable, e il suo posto venne preso da Damian O'Connor dopo aver attaccato No Way Jose. Il 1º aprile, a NXT TakeOver: Orlando, i SAnitY sconfissero Tye Dillinger, Roderick Strong, Kassius Ohno e Ruby Riot. Il 19 agosto, a NXT TakeOver: Brooklyn III, Young e Wolfe sconfissero gli Authors of Pain conquistando così l'NXT Tag Team Championship per la prima volta. Wolfe e Young vinsero il match, ma anche Dain poté difendere il titolo sotto la "Freebird Rule" (anche se la WWE non lo ha riconosciuto come campione). Nella puntata di NXT del 1º novembre il match tra Young e Wolfe contro gli Authors of Pain valevole per l'NXT Tag Team Championship terminò in no-contest a causa dell'intervento dell'Undisputed Era. Il 18 novembre, a NXT TakeOver: WarGames, i SAnitY parteciparono ad un WarGames match che includeva anche l'Undisputed Era e il team formato dagli Authors of Pain e Roderick Strong ma il match venne vinto dai primi. Nella puntata di NXT del 29 novembre Dain e Young persero l'NXT Tag Team Championship contro Bobby Fish e Kyle O'Reilly dopo 102 giorni di regno. Nella puntata di NXT del 14 marzo Wolfe e Young sconfissero Riddick Moss e Tino Sabbatelli nei quarti di finale del Dusty Rhodes Tag Team Classic, venendo poi eliminati il 28 marzo nelle semifinali dalla coppia formata dal WWE United Kingdom Champion Pete Dunne e Roderick Strong.
Dal 17 aprile 2018 vennero mandati in onda dei video circa il debutto dei SAnitY a SmackDown. Nella puntata di NXT del 25 aprile fece la sua ultima apparizione in tale show affrontando Aleister Black per l'NXT Championship venendo sconfitto. I SAnitY debuttarono nella puntata di SmackDown del 19 giugno dove attaccarono brutalmente gli Usos. Nella puntata di SmackDown del 26 giugno rispose alla Open challenge di Jeff Hardy per lo United States Championship ma lo sconfisse solo per squalifica (e senza dunque il cambio di titolo) a causa dell'intervento degli Usos. Il 15 luglio, nel Kick-off di Extreme Rules, i SAnitY sconfissero il New Day in un Tables match. Nella puntata di SmackDown del 4 settembre Dain e Young parteciparono ad un Triple Threat match che comprendeva anche Aiden English e Rusev e gli Usos per determinare i contendenti n°1 allo SmackDown Tag Team Championship del New Day ma il match venne vinto da English e Rusev. Il 18 novembre, a Survivor Series, Dain e Young parteciparono al 5-on-5 Traditional Survivor Series Elimination match come parte del Team SmackDown contro il Team Raw ma vennero eliminati da Bobby Roode e Chad Gable. Nella puntata di SmackDown del 2 aprile 2019 i SAnitY tornarono in azione come alleati di Shane McMahon per contrastare The Miz, ma vennero sconfitti da quest'ultimo in un 3-on-1 Handicap Falls Count Anywhere match.
Con lo Shake-up del 15 aprile 2019 passò al roster di Raw, segnando di fatto la fine della SAnitY. Nella puntata di Raw del 20 maggio apparve sul ring insieme ad altri wrestler per provare a conquistare il 24/7 Championship ma la cintura venne presa da Titus O'Neil. In seguito, apparve insieme agli altri wrestler nelle settimane successive per inseguire il neo-campione R-Truth. Il 31 ottobre, a Crown Jewel, partecipò ad una Battle Royal per determinare lo sfidante di AJ Styles per lo United States Championship più avanti nella serata ma venne eliminato da Luke Harper.
Il 15 aprile venne licenziato dalla WWE.

### Ritorno in TNA (2020–2022)
Il 18 luglio 2020 Young ha fatto ritorno nella Impact Wrestling a Slammiversary XVIII come partecipante a sorpresa del Fatal 5-Way match per l'Impact World Championship dove ha eliminato Trey prima di venire eliminato da Rich Swann. Successivamente, Young ha attaccato a sua volta Swann con una sedia, confermando il suo status da heel.

### Ritorno in WWE (2022–2023)
Il 10 aprile 2023, il sito Fightful Select ha riferito che Young era nuovamente sotto contratto con la WWE dal 1° novembre 2022, ma non era mai apparso in televisione e in seguito alla sua richiesta di essere svincolato dal suo contratto, la compagnia lo ha accontentato. In un'intervista del settembre 2024 con Chris Van Vilet, Young ha rivelato di aver lanciato idee per lavorare con Bray Wyatt e il motivo dietro la sua richiesta di rescissione contrattuale era dovuto al suo rifiuto di lavorare con Vince McMahon.

## Personaggio

### Mosse finali

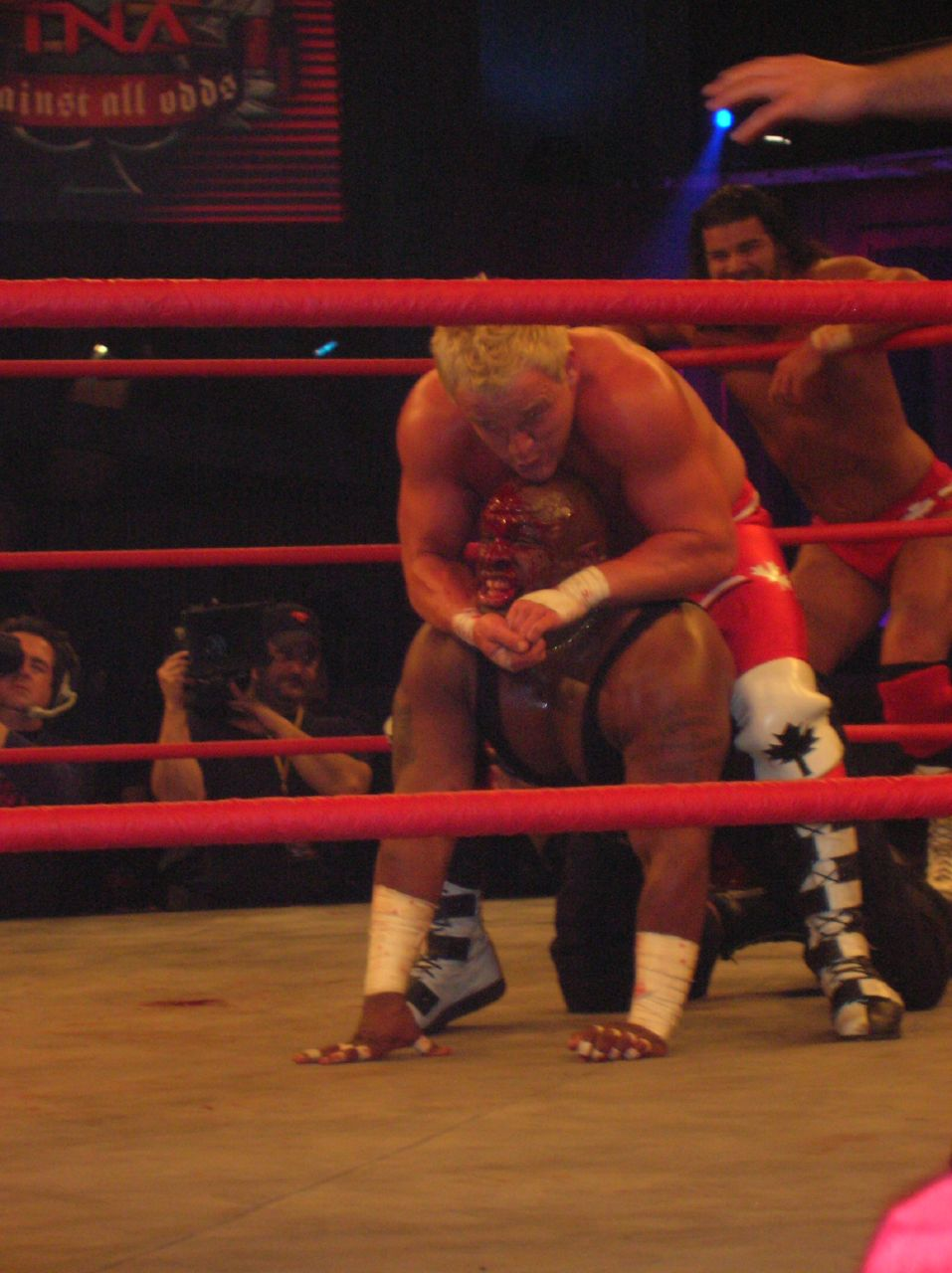
Young esegue una Camel Clutch su Brother Devon

- Bridging northern lights suplex – 2008
- Death valley driver – 2008–2009
- Diving elbow drop – 2014–2020
- The Edge of Sanity (WWE) / Youngblood (Wheelbarrow elevata in una neckbreaker) – 2003–2004; 2016–presente
- Figure-four leglock – 2015–2016
- Showstopper (Bridging wheelbarrow suplex) – 2003–2004, 2011
- Spike piledriver – 2009–2016; 2020–presente

### Soprannomi
- "EY"
- "The Director"
- "Showtime"
- "The Big Game Hunter"
- "The Bearded Terror"
- "The World Class Maniac"

## Titoli e riconoscimenti
- American Combat Wrestling
  - ACW Heavyweight Championship (1)
- Allied Powers Wrestling Federation

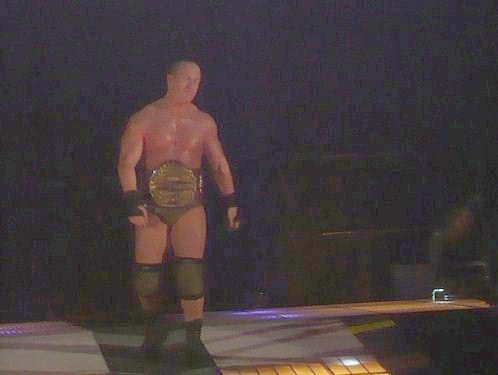
Young con il TNA Television Championship, titolo che ha detenuto tre volte

  - APWF Cruiserweight Championship (1)
- Family Wrestling Entertainment
  - FWE Heavyweight Championship (1)
- Fighting Spirit Pro Wrestling
  - FSPW Independent Championship (2)
- IWF
  - IWF Heavyweight Championship (1)
- Lariato Pro Wrestling
  - Lariato Pro Championship (1, attuale)
- Memphis Wrestling
  - Memphis Southern Tag Team Championship (1) – con Johnny Devine
- Neo Spirit Pro
  - NSP Independent Championship (1)
- Pro Wrestling Illustrated
  - 19º tra i 500 migliori wrestler singoli nella PWI 500 (2014)
- Total Nonstop Action Wrestling/Impact Wrestling
  - Impact World Championship (2)
  - NWA World Tag Team Championship (2) – con Bobby Roode
  - TNA Knockouts Tag Team Championship (1) – con ODB
  - TNA Legends Championship (3)
  - TNA World Drinking Beer Championship (1)
  - TNA World Tag Team Championship (2) – con Kaz (1) e Kevin Nash e Scott Hall (1)
  - TNA X Division Championship (1)
  - TNA Turkey Bowl (2011, 2012)
  - TNA World Cup (2014) – con Bully Ray, Eddie Edwards, Gunner e ODB
  - King of the Mountain (2016)
  - Most Inspirational Wrestler of the Year (2006)
  - 7° TNA Triple Crown Champion
  - 4° TNA Grand Slam Champion
- WWE
  - NXT Tag Team Championship5 (1) – con Alexander Wolfe
  - NXT Year-End Award (1)
    - Tag Team of the Year (2017) con Alexander Wolfe e Killian Dain
- Wrestling Observer Newsletter
  - Worst Worked Match of the Year (2006)
- Xtreme Wrestling Coalition
  - XWC World Heavyweight Championship (1)